# C/1995 Y1 (Hyakutake)
Pour les articles homonymes, voir comète Hyakutake.
C/1995 Y1 (Hyakutake) est une comète, qui fut découverte en décembre 1995 par Yuji Hyakutake. C'est la première comète découverte par ce dernier, avant qu'il ne découvre un mois plus tard celle qui deviendra la grande comète de 1996, C/1996 B2 (Hyakutake).